# Nesokaha infuscata
Nesokaha infuscata är en insektsart som beskrevs av Frederick Arthur Godfrey Muir 1914. Nesokaha infuscata ingår i släktet Nesokaha och familjen Derbidae. Inga underarter finns listade i Catalogue of Life.